# Pieter Brueghel il Giovane

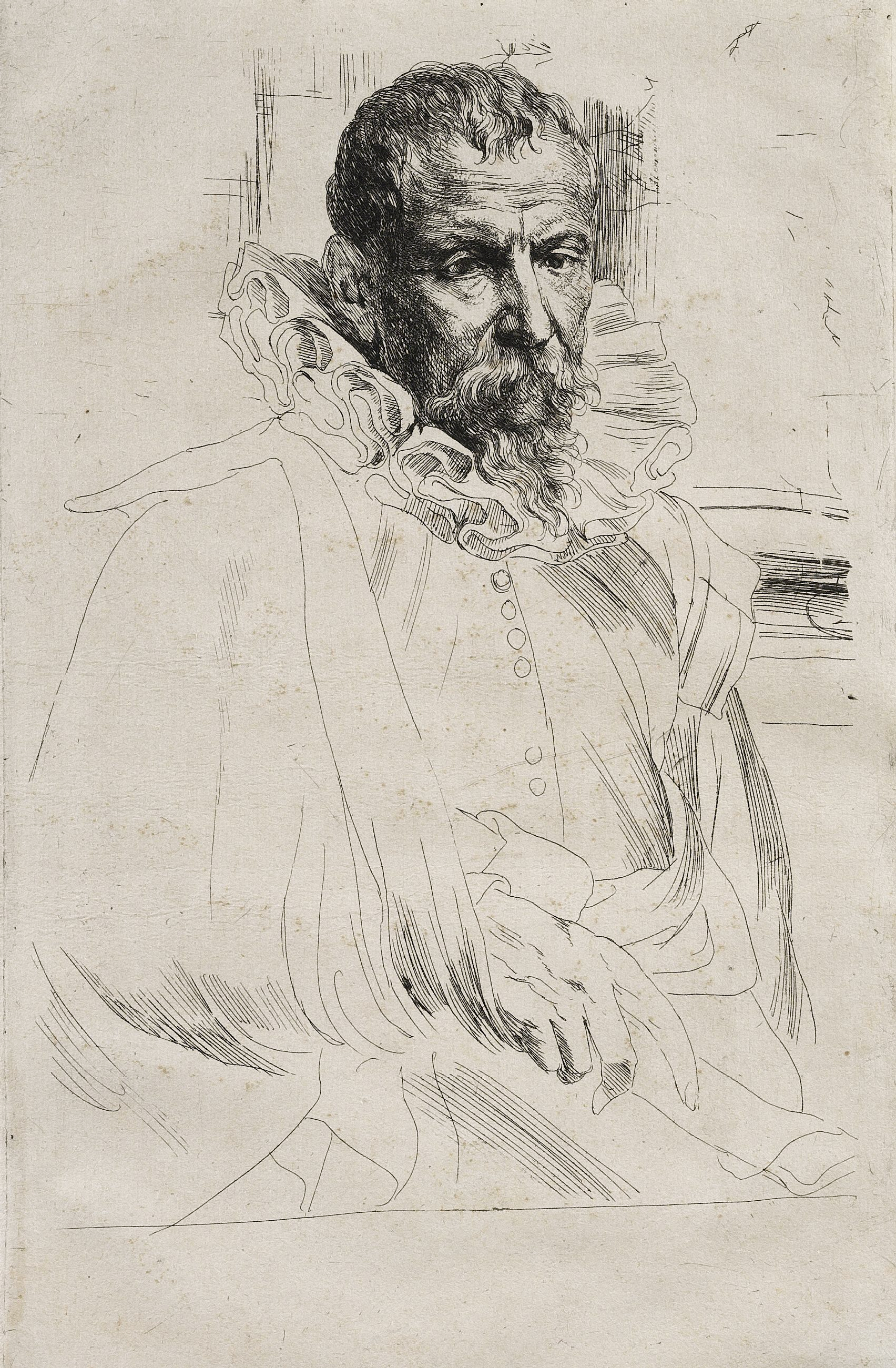
Antoon van Dyck
Ritratto di Pieter Brueghel il Giovane

Pieter Brueghel il Giovane, detto Brueghel degli Inferi (Bruxelles, 1564 – Anversa, 10 ottobre 1638), è stato un pittore fiammingo attivo a cavallo tra il XVI e il XVII secolo.

## Biografia
Appartenne ad una grande famiglia di pittori fiamminghi: furono grandi artisti anche il padre Pieter il Vecchio ed il fratello Jan.
Perse il padre all'età di cinque anni e venne avviato al mestiere del genitore nella bottega del maestro Gillis van Coninxloo, di cui in seguito sposò la figlia: divenne egli stesso maestro nel 1585 e si specializzò nella realizzazione di dipinti di genere e nella riproduzione dei dipinti del padre, di cui fu uno dei più fedeli imitatori.
Nello stesso anno divenne maestro nella corporazione di S.Luca ad Anversa.
Le tematiche ricorrenti come gli incendi e gli inferni evidenziarono la maggiore autonomia del pittore rispetto al padre ed una migliore inventiva.
Il soprannome degli Inferi gli venne attribuito per la sua predilezione per le scene di incendio o ambientate in ambienti infernali che furono caratteristiche della sua tarda produzione.

## Galleria d'immagini

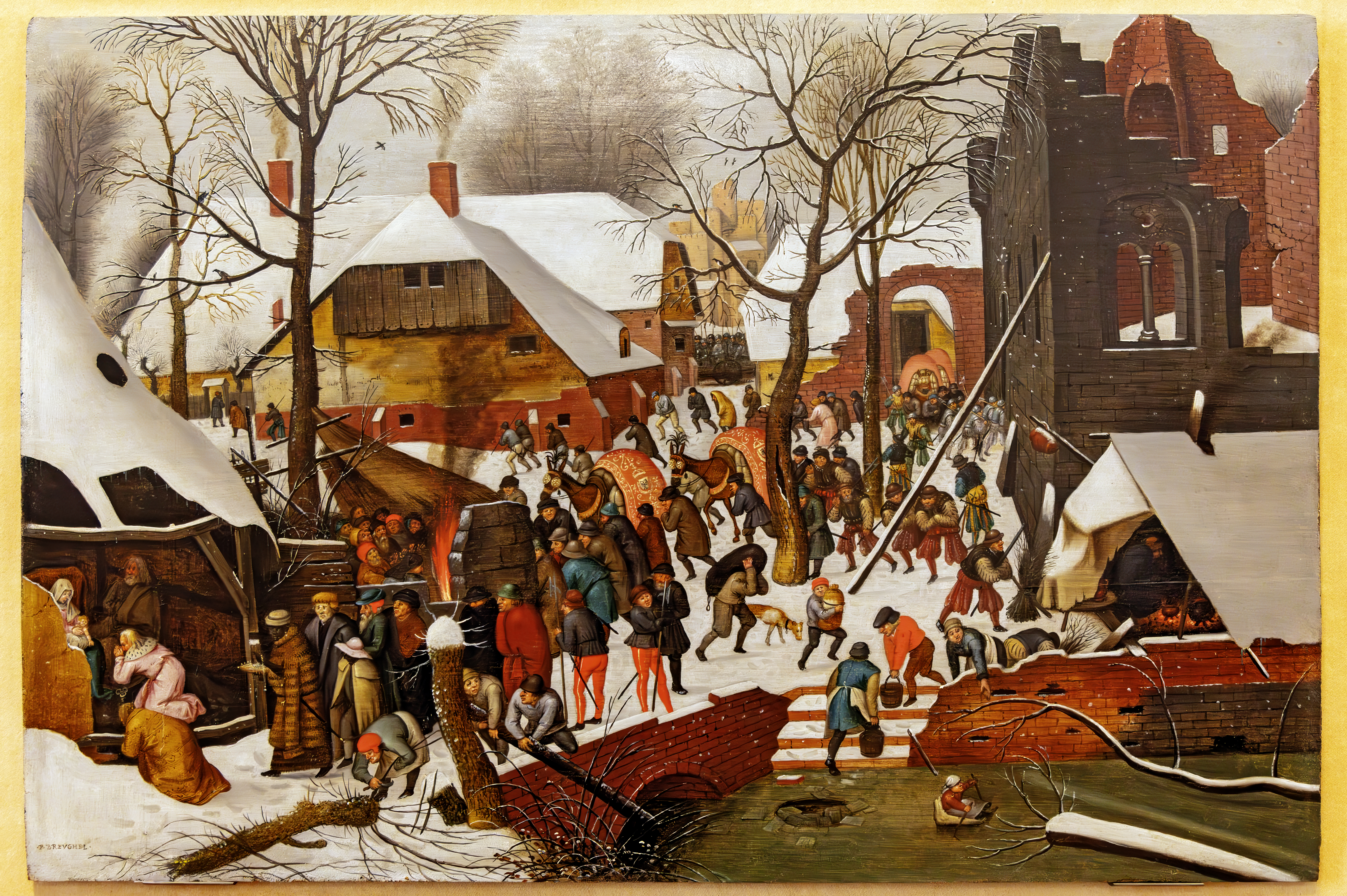
Adorazione dei Magi nella neve Museo Correr Venezia
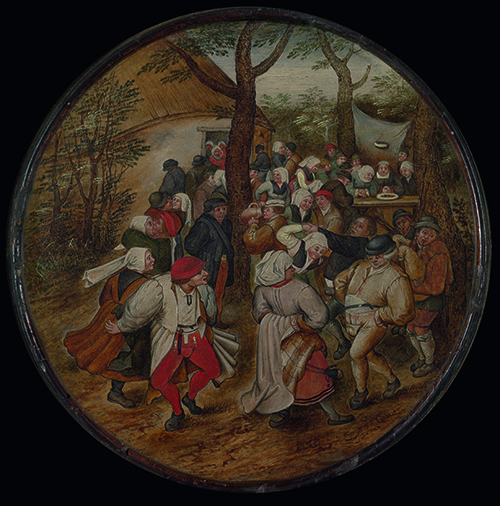
Danza di contadini
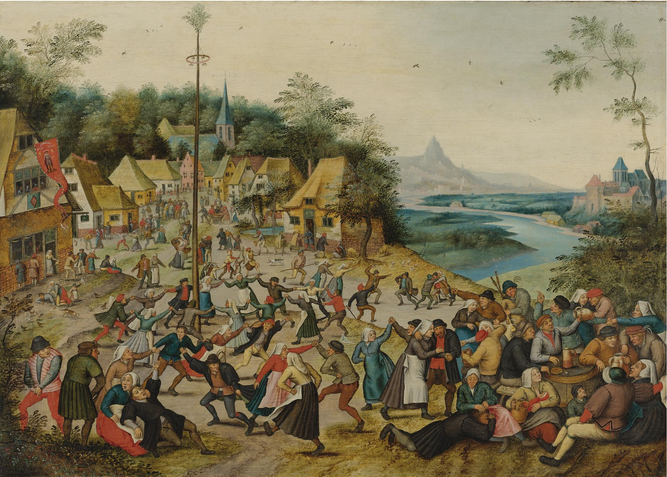
Danza intorno all'albero della cuccagna
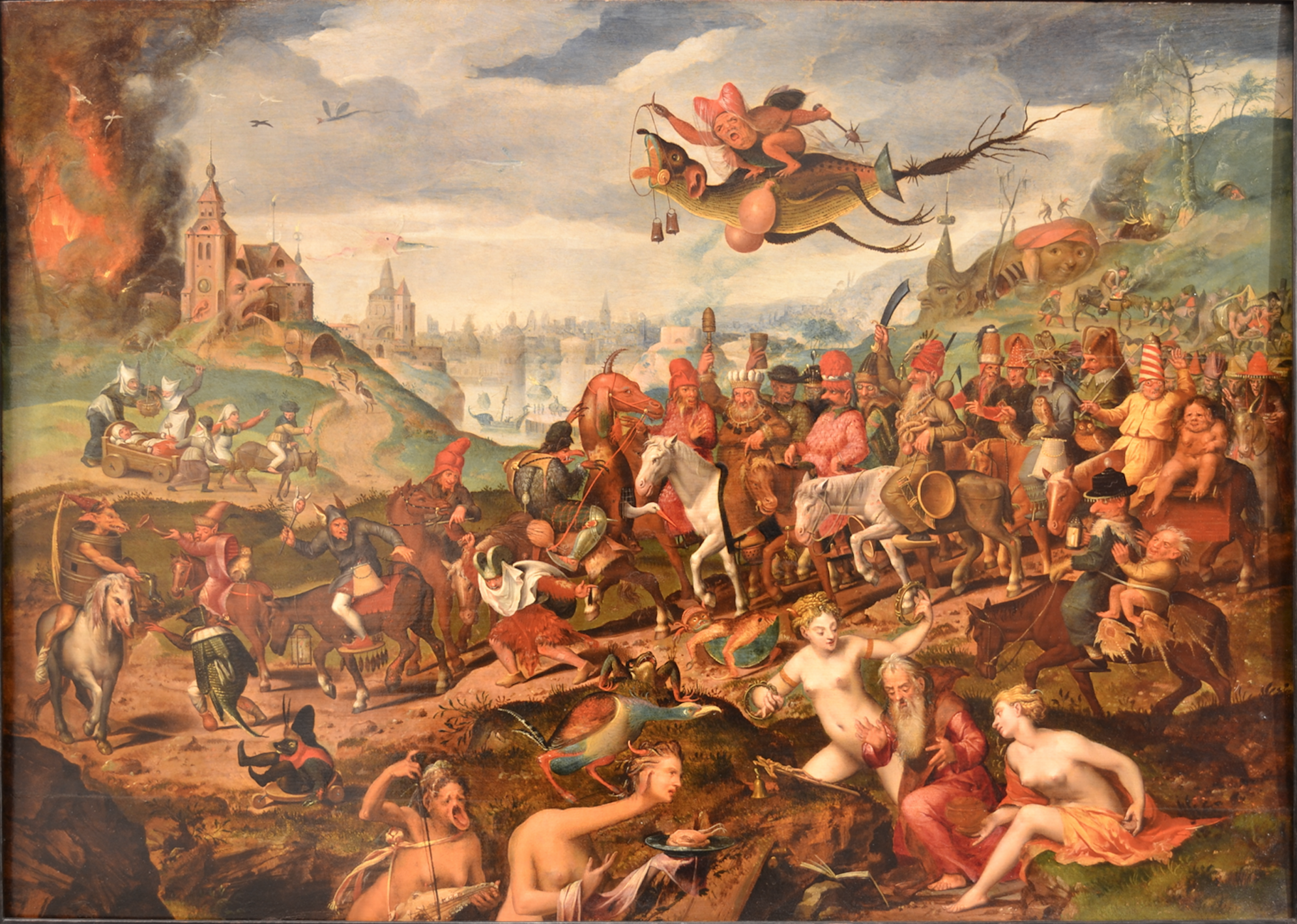
La tentazione di Sant'Antonio
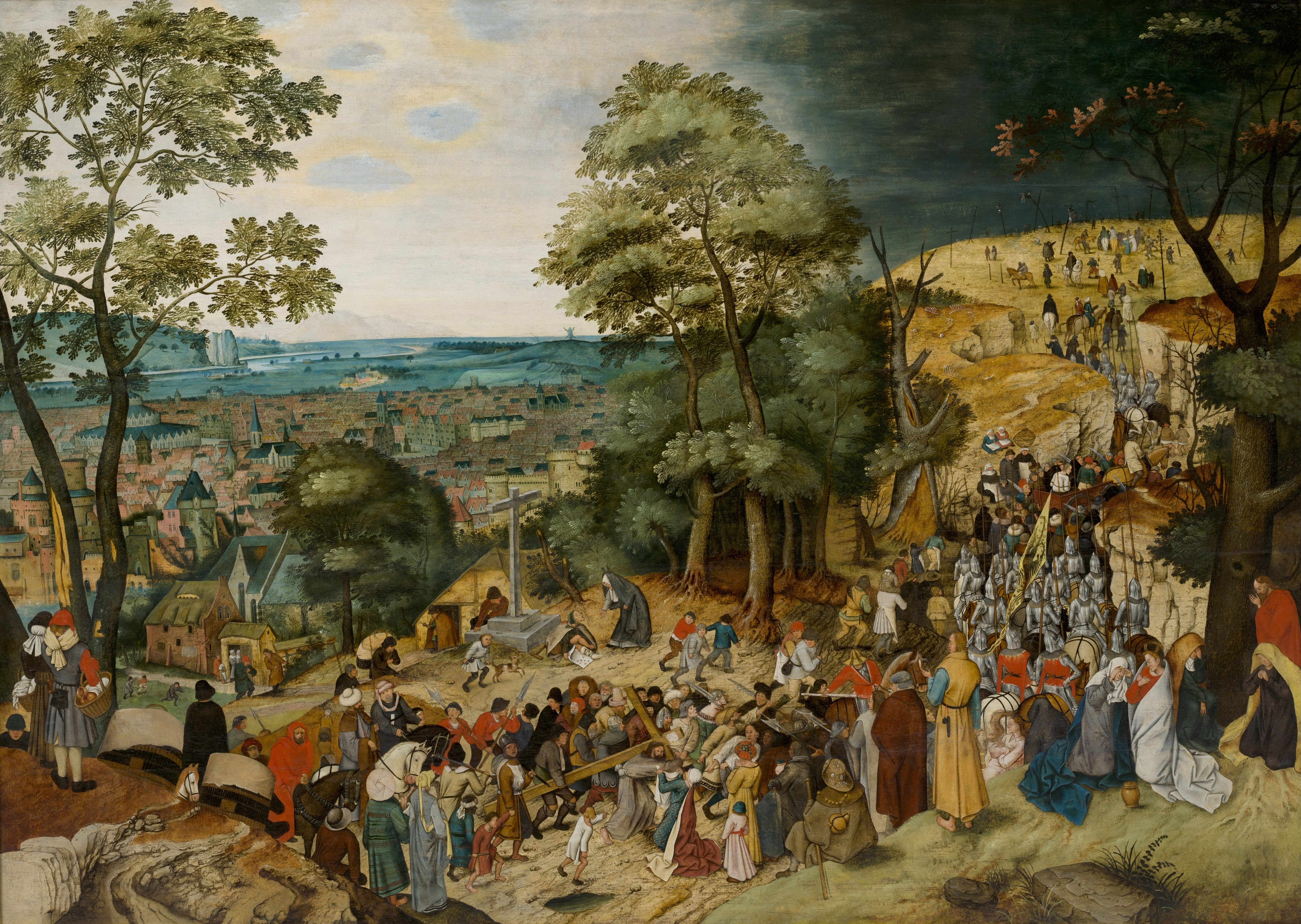
Salita al Calvario Bonnefantenmuseum Maastricht
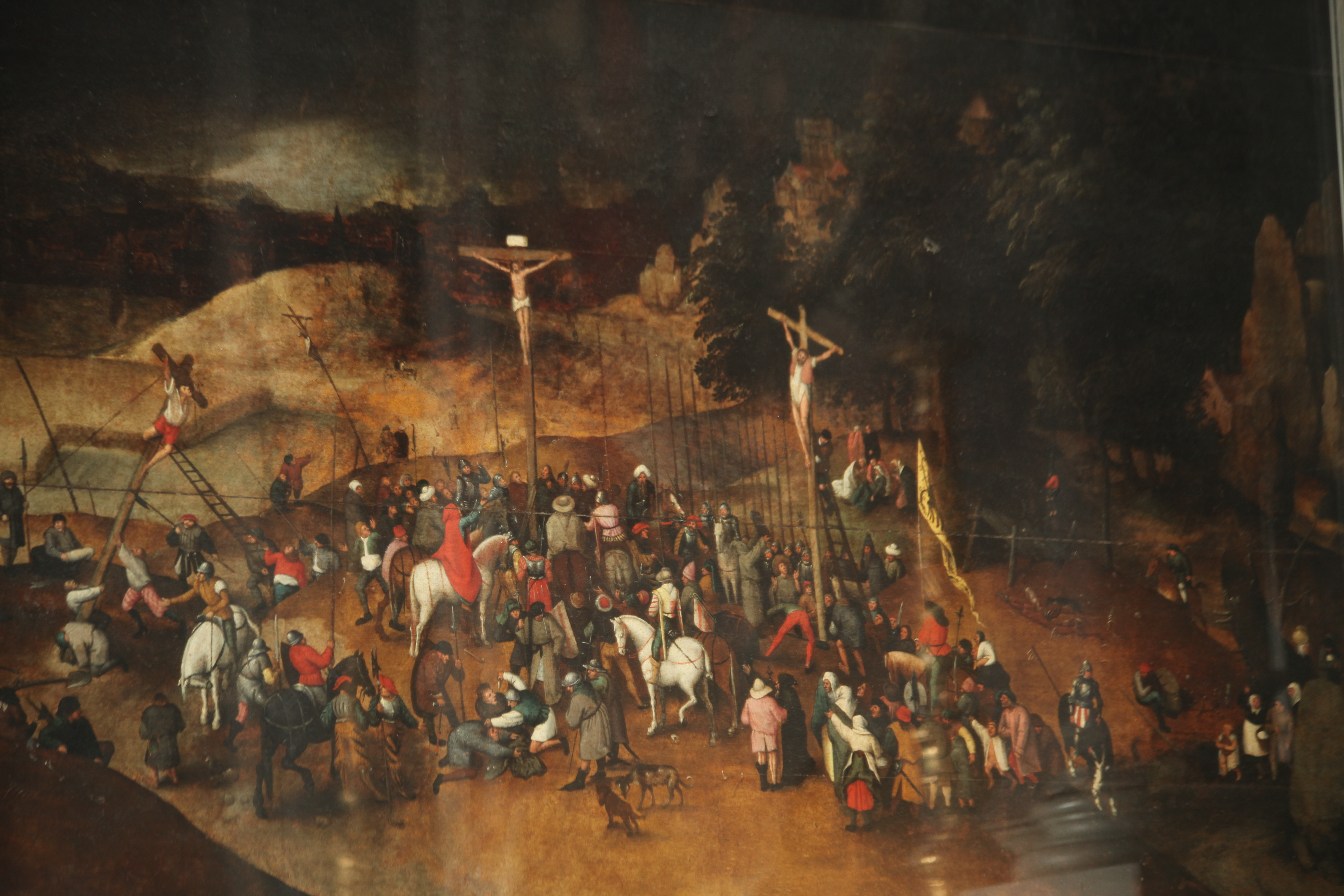
Crocefissione (Castelnuovo Magra) Chiesa S.Maria Maddalena Castelnuovo Magra